# 現代コリア
『現代コリア』（げんだいコリア、1962年1月創刊 - 2007年11月休刊）は、任意団体の現代コリア研究所が発行していた朝鮮半島情勢等に関する月刊誌（年10回発行）。

## 概要

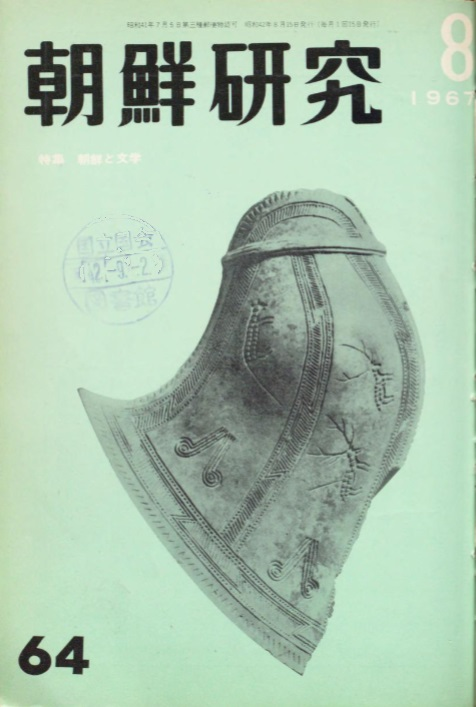
『朝鮮研究』1967年8月号

1962年1月に日本朝鮮研究所（現・現代コリア研究所）が『朝鮮研究月報』を創刊した。当初は在日コリアン問題を扱っていた。
1964年6月号から『朝鮮研究』に誌名が変わった。1984年4月号から『現代コリア』に誌名が変わった。現在は朝鮮半島情勢を中心に扱っている。
1996年10月号では、一般の雑誌や新聞による1997年2月の報道に先だって、横田めぐみ拉致事件をいち早く報じた。
発行部数の減少や編集委員の高齢化のため、2007年11月上旬発行の通巻476号をもって休刊。その後はウェブサイトから情報を発信している。
2012年にウェブサイトリニューアル。それ以前に掲載されていた全ての記事が削除された。